# Łyżwiarstwo figurowe na Zimowych Igrzyskach Olimpijskich Młodzieży 2020 – zawody drużynowe NOC
Łyżwiarstwo figurowe na Zimowych Igrzyskach Olimpijskich Młodzieży 2020 – zawody drużynowe NOC – rywalizacja w jednej z konkurencji łyżwiarstwa figurowego – zawody drużynowe NOC rozgrywanej na Zimowych Igrzyskach Olimpijskich Młodzieży 2020, która odbyła się 15 stycznia 2020 w hali CIG de Malley.
Konkurencja drużyn mieszanych NOC to konkurencja specjalna rozgrywana wyłącznie na zimowych igrzyskach olimpijskich młodzieży. Rywalizacja rozgrywana jest pomiędzy drużynami mieszanymi złożonymi z zawodników reprezentujących różne Narodowe komitety olimpijskie. Zawodnicy, którzy wzięli udział w tych zawodach zostali wyłonieni przez losowanie.

## Rekordy świata
| Rekordy świata juniorów (GOE±5) na moment rozpoczęcia zawodów (stan na 15 stycznia 2020): | Rekordy świata juniorów (GOE±5) na moment rozpoczęcia zawodów (stan na 15 stycznia 2020): | Rekordy świata juniorów (GOE±5) na moment rozpoczęcia zawodów (stan na 15 stycznia 2020): | Rekordy świata juniorów (GOE±5) na moment rozpoczęcia zawodów (stan na 15 stycznia 2020): | Rekordy świata juniorów (GOE±5) na moment rozpoczęcia zawodów (stan na 15 stycznia 2020): | Rekordy świata juniorów (GOE±5) na moment rozpoczęcia zawodów (stan na 15 stycznia 2020): |
| Konkurencja                                                                               | Segment                                                                                   | Zawodnicy                                                                                 | Punkty                                                                                    | Zawody                                                                                    | Data                                                                                      |
| ----------------------------------------------------------------------------------------- | ----------------------------------------------------------------------------------------- | ----------------------------------------------------------------------------------------- | ----------------------------------------------------------------------------------------- | ----------------------------------------------------------------------------------------- | ----------------------------------------------------------------------------------------- |
| Soliści                                                                                   | Nota łączna                                                                               | Shun Satō                                                                                 | 255,11                                                                                    | Finał Junior Grand Prix 2019                                                              | 7 grudnia 2019                                                                            |
| Soliści                                                                                   | Program dowolny                                                                           | Shun Satō                                                                                 | 177,86                                                                                    | Finał Junior Grand Prix 2019                                                              | 7 grudnia 2019                                                                            |
| Soliści                                                                                   | Program krótki                                                                            | Daniił Samsonow                                                                           | 87,33                                                                                     | JGP w Polsce 2019                                                                         | 19 września 2019                                                                          |
| Solistki                                                                                  | Nota łączna                                                                               | Aleksandra Trusowa                                                                        | 222,89                                                                                    | Mistrzostwa świata juniorów 2019                                                          | 9 marca 2019                                                                              |
| Solistki                                                                                  | Program dowolny                                                                           | Aleksandra Trusowa                                                                        | 150,40                                                                                    | Mistrzostwa świata juniorów 2019                                                          | 9 marca 2019                                                                              |
| Solistki                                                                                  | Program krótki                                                                            | Alona Kostornoj                                                                           | 76,32                                                                                     | Finał Junior Grand Prix 2018                                                              | 6 grudnia 2018                                                                            |
| Pary sportowe                                                                             | Nota łączna                                                                               | Apollinarija Panfiłowa / Dmitrij Ryłow                                                    | 199,21                                                                                    | Zimowe igrzyska olimpijskie młodzieży 2020                                                | 12 stycznia 2020                                                                          |
| Pary sportowe                                                                             | Program dowolny                                                                           | Apollinarija Panfiłowa / Dmitrij Ryłow                                                    | 127,47                                                                                    | Zimowe igrzyska olimpijskie młodzieży 2020                                                | 12 stycznia 2020                                                                          |
| Pary sportowe                                                                             | Program krótki                                                                            | Apollinarija Panfiłowa / Dmitrij Ryłow                                                    | 71,74                                                                                     | Zimowe igrzyska olimpijskie młodzieży 2020                                                | 10 stycznia 2020                                                                          |
| Pary taneczne                                                                             | Nota łączna                                                                               | Marjorie Lajoie / Zachary Lagha                                                           | 176,10                                                                                    | Mistrzostwa świata juniorów 2019                                                          | 9 marca 2019                                                                              |
| Pary taneczne                                                                             | Taniec dowolny                                                                            | Marija Kazakowa / Gieorgij Riewija                                                        | 106,14                                                                                    | Finał Junior Grand Prix 2019                                                              | 7 grudnia 2019                                                                            |
| Pary taneczne                                                                             | Taniec rytmiczny                                                                          | Marjorie Lajoie / Zachary Lagha                                                           | 70,14                                                                                     | Mistrzostwa świata juniorów 2019                                                          | 7 marca 2019                                                                              |

## Skład drużyn
| Drużyna            | Soliści         | Solistki          | Pary sportowe                          | Pary taneczne                          |
| ------------------ | --------------- | ----------------- | -------------------------------------- | -------------------------------------- |
| Team Focus         | Yuma Kagiyama   | Kate Wang         | Catherine Fleming / Jedidiah Isbell    | Sofja Tiutiunina / Aleksandr Szusticki |
| Team Discovery     | Nikolaj Memola  | Catherine Carle   | Apollinarija Panfiłowa / Dmitrij Ryłow | Célina Fradji / Jean-Hans Fourneaux    |
| Team Courage       | Arlet Levandi   | Ksienija Sinicyna | Alina Butajewa / Łuka Bieruława        | Utana Yoshida / Shingo Nishiyama       |
| Team Determination | Cha Young-hyun  | Nella Pelkonen    | Brooke McIntosh / Brandon Toste        | Katarina Wolfkostin / Jeffrey Chen     |
| Team Motivation    | Andriej Kokura  | Alessia Tornaghi  | Diana Muchamietzianowa / Ilja Mironow  | Gina Zehnder / Beda Leon Sieber        |
| Team Future        | Matteo Nalbone  | Anna Frołowa      | Wang Yuchen / Huang Yihang             | Hanna Czerniawska / Ołeh Muratow       |
| Team Vision        | Andriej Mozalow | Regina Schermann  | Sofija Nesterowa / Artem Darenskij     | Natalie D’Alessandro / Bruce Waddell   |
| Team Hope          | Liam Kapeikis   | Maïa Mazzara      | Letizia Roscher / Luis Schuster        | Miku Makita / Tyler Gunara             |

## Wyniki

### Soliści
| Poz. | Zawodnik        | Reprezentacja     | FS     | Pts. | Drużyna            |
| ---- | --------------- | ----------------- | ------ | ---- | ------------------ |
| 1    | Yuma Kagiyama   | Japonia           | 157,62 | 8    | Team Focus         |
| 2    | Andriej Mozalow | Rosja             | 154,97 | 7    | Team Vision        |
| 3    | Cha Young-hyun  | Korea Południowa  | 133,13 | 6    | Team Determination |
| 4    | Liam Kapeikis   | Stany Zjednoczone | 117,28 | 5    | Team Hope          |
| 5    | Nikolaj Memola  | Włochy            | 112,27 | 4    | Team Discovery     |
| 6    | Andriej Kokura  | Ukraina           | 100,38 | 3    | Team Motivation    |
| 7    | Arlet Levandi   | Estonia           | 97,63  | 2    | Team Courage       |
| 8    | Matteo Nalbone  | Włochy            | 73,89  | 1    | Team Future        |

### Solistki
| Poz. | Zawodniczka       | Reprezentacja     | FS     | Pts. | Drużyna            |
| ---- | ----------------- | ----------------- | ------ | ---- | ------------------ |
| 1    | Ksienija Sinicyna | Rosja             | 127,63 | 8    | Team Courage       |
| 2    | Anna Frołowa      | Rosja             | 126,00 | 7    | Team Future        |
| 3    | Alessia Tornaghi  | Włochy            | 125,22 | 6    | Team Motivation    |
| 4    | Maïa Mazzara      | Francja           | 103,36 | 5    | Team Hope          |
| 5    | Kate Wang         | Stany Zjednoczone | 101,84 | 4    | Team Focus         |
| 6    | Regina Schermann  | Węgry             | 95,37  | 3    | Team Vision        |
| 7    | Nella Pelkonen    | Finlandia         | 91,27  | 2    | Team Determination |
| 8    | Catherine Carle   | Kanada            | 91.22  | 1    | Team Discovery     |

### Pary sportowe
| Poz, | Zawodnicy                              | Reprezentacja     | FS     | Pts, | Drużyna            |
| ---- | -------------------------------------- | ----------------- | ------ | ---- | ------------------ |
| 1    | Apollinarija Panfiłowa / Dmitrij Ryłow | Rosja             | 126,49 | 8    | Team Discovery     |
| 2    | Diana Muchamietzianowa / Ilja Mironow  | Rosja             | 101,89 | 7    | Team Motivation    |
| 3    | Alina Butajewa / Łuka Bieruława        | Gruzja            | 100,70 | 6    | Team Courage       |
| 4    | Brooke McIntosh / Brandon Toste        | Kanada            | 96,73  | 5    | Team Determination |
| 5    | Wang Yuchen / Huang Yihang             | Chiny             | 91,35  | 4    | Team Future        |
| 6    | Cate Fleming / Jedidah Isbell          | Stany Zjednoczone | 91,34  | 3    | Team Focus         |
| 7    | Sofija Nesterowa / Artem Darenskij     | Ukraina           | 86,53  | 2    | Team Vision        |
| 8    | Letizia Roscher / Luis Schuster        | Niemcy            | 78,28  | 1    | Team Hope          |

### Pary taneczne
| Poz. | Zawodnicy                              | Reprezentacja     | FD    | Pts. | Drużyna            |
| ---- | -------------------------------------- | ----------------- | ----- | ---- | ------------------ |
| 1    | Utana Yoshida / Shingo Nishiyama       | Japonia           | 99,31 | 8    | Team Courage       |
| 2    | Sofja Tiutiunina / Aleksandr Szusticki | Rosja             | 96,89 | 7    | Team Focus         |
| 3    | Natalie D’Alessandro / Bruce Waddell   | Kanada            | 95,73 | 6    | Team Vision        |
| 4    | Katarina Wolfkostin / Jeffrey Chen     | Stany Zjednoczone | 90,41 | 5    | Team Determination |
| 5    | Miku Makita / Tyler Gunara             | Kanada            | 89,87 | 4    | Team Hope          |
| 6    | Hanna Czerniawska / Ołeh Muratow       | Ukraina           | 80,86 | 3    | Team Future        |
| 7    | Célina Fradji / Jean-Hans Fourneaux    | Francja           | 75,86 | 2    | Team Discovery     |
| 8    | Gina Zehnder / Beda Leon Sieber        | Szwajcaria        | 60,87 | 1    | Team Motivation    |

### Klasyfikacja końcowa
W przypadku tie-breaka pozycja rozstrzygana jest po zsumowaniu dwóch najlepszych miejsc osiągniętych przez dane drużyny.
| Poz. | Drużyna            | Soliści | Solistki | Pary taneczne | Pary sportowe | Pts. |
| ---- | ------------------ | ------- | -------- | ------------- | ------------- | ---- |
| 01 ! | Team Courage       | 2       | 8        | 8             | 6             | 24   |
| 02 ! | Team Focus         | 8       | 4        | 7             | 3             | 22   |
| 03 ! | Team Vision        | 7       | 3        | 6             | 2             | 18   |
| 4    | Team Determination | 6       | 2        | 5             | 5             | 18   |
| 5    | Team Motivation    | 3       | 6        | 1             | 7             | 17   |
| 6    | Team Discovery     | 4       | 1        | 2             | 8             | 15   |
| 7    | Team Future        | 1       | 7        | 3             | 4             | 15   |
| 8    | Team Hope          | 5       | 5        | 4             | 1             | 15   |